# 西吉野村
西吉野村（にしよしのむら）は、奈良県中南部にあった村である。
2005年9月25日、吉野郡大塔村とともに五條市に編入され廃止した。

## 地理
奈良県の中南部、乗鞍岳の麓に位置する山村。全国有数の柿の生産地である。村のイメージキャラクターは「カッキー」。賀名生（あのう）梅林は村の観光資源の一つであり、多くの人々が訪れる。

## 歴史
- 1959年（昭和34年）4月1日 - 白銀村・賀名生村・宗檜村が合併して発足。
- 2005年（平成17年）9月25日 - 五條市に編入。同日西吉野村廃止。

## 交通

### 鉄道
国鉄五新線が経由する予定だったものの未成に終わったため、村内を鉄道路線は通っていない。鉄道を利用する場合の最寄り駅は、JR西日本和歌山線五条駅。

### 道路
一般国道
- 国道168号、国道309号

県道
- 主要地方道
  - 奈良県道20号下市宗桧線
  - 奈良県道49号勢井宗川野線
- 一般県道
  - 奈良県道137号平原五條線
  - 奈良県道138号赤滝五條線

## 名所・旧跡・観光スポット・祭事・催事

### 観光
- 賀名生梅林
- 賀名生皇居跡

### その他
- 西吉野温泉

## 出身者
- 堀栄三（陸軍中佐、戦後は陸将補を経て西吉野村村長）
- 尾野真千子（女優）
- 太田好紀（五條市長）